# Satcom (telecomunicazioni)
Satcom (da Satellite communications) è un sistema di comunicazione satellitare che nell'ambito del sistema Inmarsat indica l'insieme dei satelliti e delle apparecchiature di bordo su navi, aerei e stazioni terrestri, inserite a sua volta nella rete di telecomunicazioni mondiale.